# Günter Siebert (Karambolagespieler)

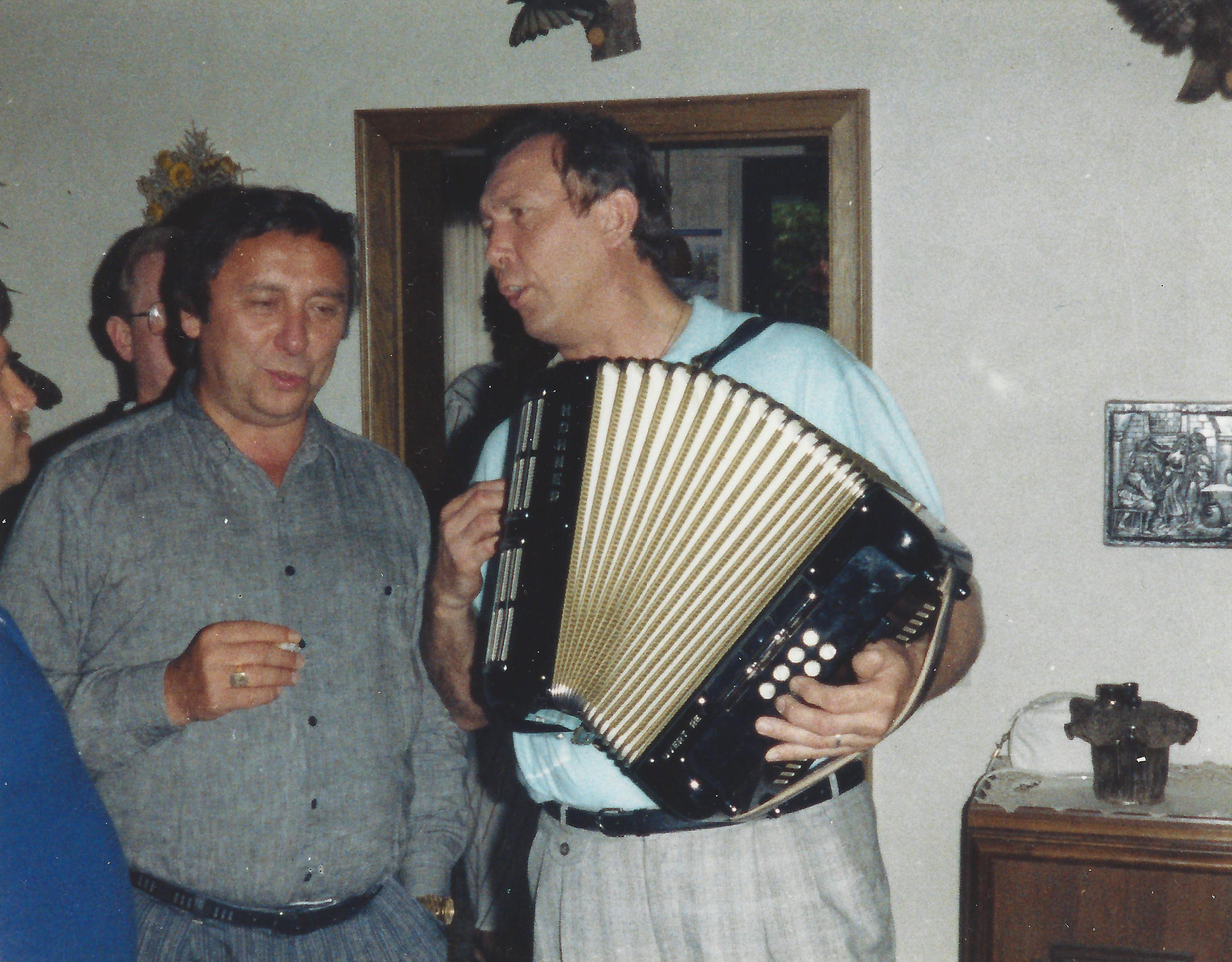
Günter Siebert (links) mit dem ehemaligen Bundestrainer Werner Nahrun († 10. April 2012; am Akkordeon).

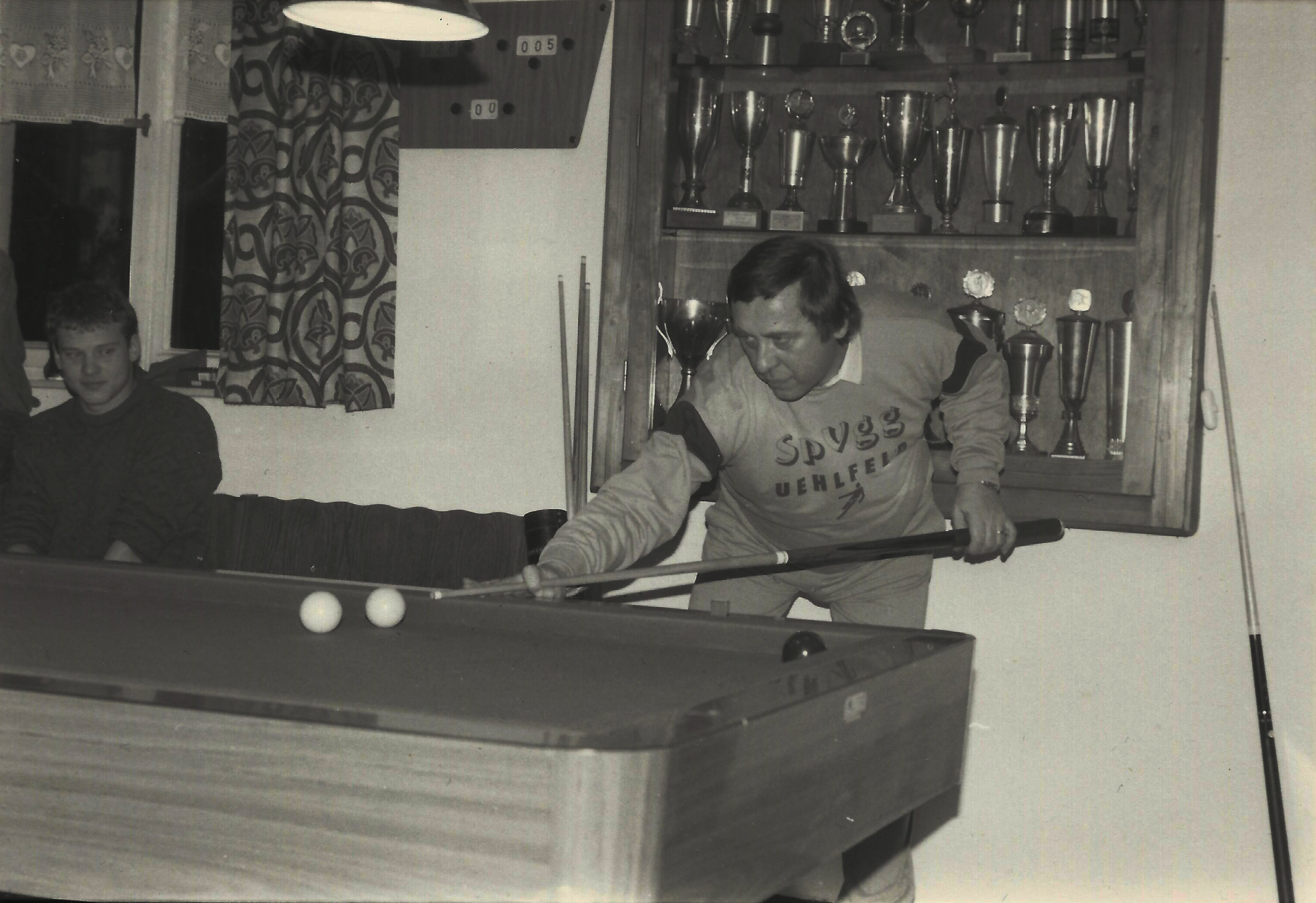
Günter Siebert beim Training

Günter Siebert (* 21. Juni 1942 in Kamen) ist ein deutscher Karambolagespieler in den Disziplinen Freie Partie, Cadre, Einband und Dreiband. Er war 1974 Europameister im Cadre 47/2 und vielfacher Deutscher Meister.

## Karriere

### Anfänge
Mit 17 Jahren kam Günter Siebert zum ersten Mal mit Billard in Berührung. Er schloss sich dem Billardclub seiner Heimatstadt, dem BC Kamen, an. In den nächsten zwei Jahren stieg er bereits zum besten Spieler des Vereins auf. Er wurde 1960 Jugend-Kreismeister und Jugend-Westfalenmeister und qualifizierte sich somit für die Bundes-Jugendmeisterschaft. Im Mai 1961 in Pirmasens wurde er Zweiter mit der besten Turnierleistung bei der Bundes-Jugendmeisterschaft. Einen Monat später siegte er bei der Jugend-Westfalemeisterschaft in Münster, bei der auch der 19-jährige Klaus Hose, der später mehrmals Europameister wurde, teilnahm und Fünfter wurde. Günter Siebert spielte bei dieser Meisterschaft einen Generaldurchschnitt (GD) von 136,35, was deutscher Jugendrekord war. Nachdem er aus Altersgründen den Jugendbereich verlassen hatte, wurde er im März 1963 erstmals Bundesmeister auf dem kleinen Billard. In Weiden siegte er vor dem späteren Weltmeister Dieter Müller aus Berlin. 1964 holte er seine letzte Bundesmeisterschaft im Cadre 52/2 auf dem kleinen Billard.

### Erfolge im Serienspiel
Da der BC Kamen kein großes Billard (Matchbillard) besaß, wechselte Günter Siebert 1964 zum benachbarten Club BG Unna 1945. Um bei nationalen und internationalen Wettbewerben teilzunehmen, war dieser Schritt nötig. Als großes Talent wurde er auch weiter gefördert und machte sehr schnell Fortschritte auf dem Matchbillard. Damals gab es noch als Unterbau zur deutschen Meisterschaft die Bundesmeisterschaft auf dem Matchbillard. Bei der Bundesmeisterschaft Freie Partie I. Klasse im November 1965 in Hamborn zeigte Siebert seine Klasse. Er siegte mit dem mit Abstand besten GD von 181,81 und einer Höchstserie von 1197. Die späteren Internationalen Dieter Wirtz aus Düsseldorf und Klaus Hose aus Bochum belegten die Plätze vier und sechs. Bei der deutschen Meisterschaft im Dezember 1965 holte er seine erste Medaille mit Platz drei hinter den Berlinern Hartmut Burwig und Dieter Müller. Auch in den Cadre-Disziplinen steigerte er sich ständig. Bis zur ersten Medaille dauerte es aber bis März 1969, als er in Duisburg die Bronzemedaille im Cadre 47/1 holte. 1970 zog Günter Siebert nach Duisburg und übernahm das „Billard Studio Duisburg“. Darin war die Bundesligamannschaft der KSG Duisburg beheimatet, für die er in der Freien Partie spielte. In seinem Billard-Studio hatte er optimale Trainingsbedingungen. Die Erfolge ließen auch nicht lange auf sich warten. Den ersten deutschen Meistertitel gewann Siebert im Mai 1972 im Cadre 71/2 in Rheinhausen ausgerechnet in der Paradedisziplin des späteren zweimaligen Weltmeisters Dieter Müller, den er in der Finalpartie mit 300:175 in 10 Aufnahmen bezwang. Einen zweiten deutschen Meistertitel erspielte sich Siebert 1981 im Cadre 47/1. In der Freien Partie und in den Cadre-Disziplinen holte er in seiner Billard-Karriere bei deutschen Meisterschaften insgesamt zwei Gold-, fünf Silber- und elf Bronzemedaillen.
Das Jahr 1974 sollte sein erfolgreichstes Jahr werden. Im spanischen Elda gewann er sensationell die Cadre-47/2-Europameisterschaft. Als Außenseiter gestartet entwickelte sich das Turnier für ihn optimal. Die Weltklassespieler Ludo Dielis, Hans Vultink und Francis Connesson waren klare Favoriten auf den Titel. Doch vor der letzten Spielrunde konnten die drei Führenden – Vultink, Dielis und Siebert – mit acht Matchpunkten noch Meister werden. Siebert schlug in seiner letzten Partie den Titelverteidiger Hans Vultink aus den Niederlanden mit seiner besten Turnierpartie mit 400:189 in sechs Aufnahmen. Die Partie Dielis gegen den Spanier Galvez lief noch. Galvez, der bisher nur zwei Partien gewonnen hatte, war klarer Außenseiter. Er schaffte aber die Überraschung und gewann mit 400:317 in sechs Aufnahmen und bescherte dem Deutschen den Titel. Die Favoriten hatten zwar die deutlich besseren GDs, aber Siebert die meisten Matchpunkte.

### Erfolge im Bandenspiel
Günter Sieberts Leistungen in den Serienspielarten waren sehr gut. Doch schon in jungen Jahren war seine Vorliebe das Bandenspiel. Im Dreiband und Einband feierte er national auch die meisten Erfolge. Bereits im Alter von 23 Jahren nahm er an der deutschen Einbandmeisterschaft teil. Er debütierte hier im Februar 1966 in Berlin zusammen mit Dieter Müller. Der zur damaligen Zeit überragende deutsche Bandenspezialist August Tiedtke gewann das Turnier. Siebert wurde Fünfter und Müller Sechster. Vier Jahre später im Januar 1970, wieder in Berlin, holte er seinen ersten von fünf Einbandtiteln vor seinem größten Rivalen in den nächsten Jahren, Dieter Müller.
Seine Spezialdisziplin war aber das Dreibandspiel. 1971 hatte er sich zum ersten Mal für eine deutsche Dreibandmeisterschaft qualifiziert. In Essen gewann er im Dezember bei seiner ersten Teilnahme gleich den Titel. In seiner letzten Partie des Turniers musste er gegen den Titelverteidiger Hans-Dietrich Runkehl gewinnen. Mit einer bis zum damaligen Zeitpunkt noch nie gespielten Serie von 14 Punkten entschied er die Partie zu seinen Gunsten. Bis 1988 folgten weitere fünf Dreibandmeisterschaften. Insgesamt erspielte sich Günter Siebert bei deutschen Meisterschaften im Ein- und Dreiband elf Gold-, zehn Silber- und sieben Bronzemedaillen.
International feierte Siebert seinen größten Erfolg bei der Dreiband-Europameisterschaft mit dem Gewinn der Bronzemedaille im März 1984 im belgischen Löwen. Ausgerechnet gegen seinen ärgsten deutschen Gegner Dieter Müller, der in der Vorrunde sensationell den belgischen Rekordgewinner Raymond Ceulemans ausgeschaltet hatte, gewann er das Spiel um Platz drei. Es war nach 14 Jahren die erste Dreibandmedaille für einen deutschen Teilnehmer, nach dem legendären August Tiedtke. Seit 1966 wurde im niederländischen Amersfoort alle zwei Jahre die Fünfkampf-Europameisterschaften für Nationalmannschaften (TEP) ausgetragen. Dieses bei allen Teilnehmern sehr beliebte Turnier wurde seit 1991 nicht mehr ausgetragen. Siebert war von Anfang an fast immer dabei und erzielte hier 1980 und 1981 zwei seiner Bestleistungen im Dreiband. 1980 erzielte er 15 Points, was bis heute seine beste höchste Serie (HS) ist und 1982 belegte er hinter Ceulemans Platz zwei mit 1,190 GD.
In der Bundesliga ist Günter Siebert fast seit Anfang dabei. Seit der Saison 1969/70 spielte er in verschiedenen Mannschaften und wurde zweimal Bundesliga-Meister. Bei der DPMM wurde er fünfmal Pokalsieger.

## Erfolge
- Dreikampf-Weltmeisterschaft für Nationalmannschaften:  1989
- Cadre-47/2-Europameisterschaft:  1974[1]
- Dreiband-Europameisterschaft:  1984
- Fünfkampf-Europameisterschaften für Nationalmannschaften:  1971, 1975, 1979, 1981,   1967, 1983
- Deutsche Dreiband-Meisterschaften:  1971, 1976, 1981, 1982, 1987, 1988[2]
- Deutsche Meisterschaften Cadre 47/1:  1982/1  1973, 1974  1969, 1975, 1982/2, 1987[3]
- Deutsche Meisterschaften Cadre 71/2:  1972  1973  1974 (2×), 1975[4]
- Deutsche Meisterschaften Einband:  1970, 1971, 1973, 1974, 1975  1969, 1972, 1976  1977, 1978, 1984, 1989[5]
- Deutscher Pokalsieger Mannschaft (DPMM):  1982, 1990, 1993, 2003, 2004
- Deutscher Meister Mannschaft (Bundesliga):  1991, 2003